# Mirko Puk
Mirko Gustav Puk (Valpovo, 24. lipnja 1884.  – ?, 1945.), hrvatski ustaški političar, pravnik i ministar NDH.

## Životopis
Mirko Puk rodio se je u Valpovu u obitelji oca ing. Mirka Puka i majke Marije, rođene Bratanić. Otac je bio vrstan šumar u državnoj službi, tako je i mladi Puk svoje školovanje otpočeo u Valpovu, nastavio u Osijeku i Gospiću, a završio u Zagrebu, gdje je po završetku gimnazije upisao sveučilište i Pravni fakultet na kojem je i diplomirao 1906. godine. Već naredne 1907. promoviran je na čast doktora prava, te postao odvjetnikom u Glini. Na sveučilištu bio je tajnik Starčevićanske akademske mladosti, a zadnje godine i njen predsjednik. Pristaša je Hrvatske stranke prava 1920-ih godina. Djeluje u domovinskom vodstvu ustaškoga pokreta, te podupire list Hrvatski narod. Blisko je surađivao sa Slavkom Kvaternikom. Postaje ustašom polovicom 1930-ih.

## Dužnosnik
Neposredno poslije proglašenja Nezavisne Države Hrvatske, 12. travnja imenovan je zamjenikom predsjednika Hrvatskoga državnog vodstva. Dana 16. travnja 1941. u prvoj vladi NDH postaje ministrom pravosuđa i bogoštovlja. U veljači 1942. imenovan je u Hrvatski državni sabor. Od 11. listopada 1942. do 11. listopada 1943. član je Državnoga vijeća i državni prabilježnik u svojstvu državnoga ministra. Početkom kolovoza 1943. podnio je ostavku u znak prosvjeda protiv generala Ivana Prpića, glavara Stožera domobranstva, povodom partizanskoga napada na Lepoglavu, ali ostavka nije prihvaćena. Protivio se pregovorima i sporazumom s HSS-om. Potkraj godine 1943. imenovan je za glavnoga ravnatelja Ustaškoga nakladnog zavoda, potom je postavljen i za izvanrednoga opunomoćenika Hrvatske državne banke. Na čelu je povjerenstva koje je bilo zaduženo za državne vrijednosti (zlato, devize i dragocjenosti) pohranjene u državnoj banci. Uhitle su ga britanske vojne vlasti i sredinom svibnja 1945. izručile jugoslovenskim vlastima. Otada mu se gubi svaki trag (navodno je izvršio samoubojstvo prerezavši žile na ruci odmah po izručenju u vlaku između Rosenbacha i Jasenica).

## Pokolj u Prekopi
Mirko Puk je bio glavni sudionik pokolja u  Prekopi gdje je 12. svibnja ubijeno između 260 i 582 srpskih seljaka iz Glinskog kraja. Prema Slavku Goldsteinu ideja za zločine u Prekopi a prema relevantnim izvorima je bila isključivo njegova.